# 张巍 (新闻工作者)
张巍（1980年—），中国新闻人。曾任职上海东方早报社，现为密苏里新闻学院访问学者。

## 生平
张巍 1980年生于重庆。2001年毕业于四川外语学院，后任重庆经济报、重庆商报国际新闻编辑。
2003年由重庆赴上海，担任东方早报头版编辑，后任该报中国新闻部主任和要闻部主任。2004年4月，参与策划报道南通儿童福利院子宫案，该案在大陆引发伦理法律争论。
2005年6月，策划《永远的老兵》系列报道，全程记录91岁国民党老兵杨养正重回上海寻访四行仓库抗战遗址的过程，现实与历史的交错令该报道反响强烈。
2006年4月，作为志愿者前往云南支教。同年8月，参与策划雪域童年支教活动，并前往西藏短期支教。2006年年底，赴美国密苏里新闻学院访问。